# Carex yunnanensis
Espèce
Classification phylogénétique
Carex yunnanensis est une espèce de plantes du genre Carex et de la famille des Cyperaceae.